# Kupina (Nagykopanica)
Kupina falu Horvátországban, Bród-Szávamente megyében. Közigazgatásilag Nagykopanicához tartozik.

## Fekvése, éghajlata, élővilága
Bród központjától légvonalban 25, közúton 31 km-re keletre, községközpontjától légvonalban 4, közúton 6 km-re délnyugatra, Szlavónia középső részén, a Szávamenti síkságon, az A3-as autópályától délre, az A5-ös autópályától keletre, a Donji Andrijevcit Prnjavorral összekötő út mentén fekszik

## Története
A régészeti leletek tanúsága szerint területe már ősidők óta lakott volt. Kupinától körülbelül 500 méterre északkeletre 1991-ben a Zágráb – Lipovac autópálya építése során annak déli nyomvonala mentén egy mintegy 600 m hosszú és 100–200 m széles hosszúkás dombháton a vaskori La Tène-kultúrához tartozó település maradványait tárták fel. A vaskori település maradványait részben a mezőgazdasági művelés, részben a későbbi a római építkezés pusztította el. Csupán hulladékgödrök, vas és bronztárgyak kerámia töredékek maradtak belőle. Romjai fölé a rómaiak villagazdaságot építettek.
A mai település nevét az egykor itt bőven termő földiszederről (kupina) kapta. A falu a török uralom idején a sikirevci plébániához tartozott, melyet akkor még Rastićnak neveztek. A híveket a modriči ferences kolostor szerzetesei szolgálták. A szlavóniai települések 1698-as összeírásában nem említik, de valószínűsíthető, hogy Prnjavor részeként kezelték. Az 1730-as egyházi vizitáció jelentése szerint 15 ház és egy Szent Simon fakápolna állt a településen. 1746-ban 29 házában 181 katolikus lakos élt. A korábbi kápolna mellett egy Szent Bertalan kápolna is épült. Az 1760-as jelentés szerint 25 ház volt, ahol 44 család és 233 katolikus lakos élt. 1765-ben a Szent Bertalan kápolnát egy árvíz úgy megrongálta, hogy az egyházi vizitátor egy másik helyen történő felépítését javasolta.
Az első katonai felmérés térképén „Kupina” néven található. Lipszky János 1808-ban Budán kiadott repertóriumában „Kupina” néven szerepel. Nagy Lajos 1829-ben kiadott művében „Kupina” néven 44 házzal, 229 katolikus vallású lakossal találjuk. A katonai közigazgatás megszüntetése után 1871-ben Pozsega vármegyéhez csatolták.
A településnek 1857-ben 200, 1910-ben 351 lakosa volt. Pozsega vármegye Bródi járásának része volt. Az 1910-es népszámlálás adatai szerint lakosságának 90%-a horvát, 8%-a magyar, 2%-a cseh anyanyelvű volt. Az első világháború után 1918-ban az új szerb-horvát-szlovén állam, majd később (1929-ben) Jugoszlávia része lett. 1991-től a független Horvátországhoz tartozik. 1991-ben lakosságának 97%-a horvát nemzetiségű volt. 2011-ben a településnek 269 lakosa volt.

## Lakossága
| Lakosság változása | Lakosság változása | Lakosság változása | Lakosság változása | Lakosság változása | Lakosság változása | Lakosság változása | Lakosság változása | Lakosság változása | Lakosság változása | Lakosság változása | Lakosság változása | Lakosság változása | Lakosság változása | Lakosság változása | Lakosság változása |
| ------------------ | ------------------ | ------------------ | ------------------ | ------------------ | ------------------ | ------------------ | ------------------ | ------------------ | ------------------ | ------------------ | ------------------ | ------------------ | ------------------ | ------------------ | ------------------ |
| 1857               | 1869               | 1880               | 1890               | 1900               | 1910               | 1921               | 1931               | 1948               | 1953               | 1961               | 1971               | 1981               | 1991               | 2001               | 2011               |
| 200                | 231                | 248                | 316                | 321                | 351                | 343                | 335                | 335                | 357                | 367                | 336                | 296                | 315                | 306                | 269                |

## Nevezetességei
Szent Bertalan apostol tiszteletére szentelt római katolikus temploma.

## Kultúra
KUD Kupina kulturális és művészeti egyesület. Az egyesület minden évben megrendezi a Bertalan napi „Kolo na Bartolovo” folklórszemlét.

## Oktatás
A településen az oprisavci Stjepan Radić elemi iskola alsó tagozatos területi iskolája működik.

## Sport
NK Posavac Kupina labdarúgóklub.